# Cruachan
Cruachan es una banda irlandesa de folk metal fundada en 1992 por Keith Fay, tras desaparecer su grupo anterior, Minas Tirith, en el que había estado tocando desde 1989.
Cruachan mezcla dos estilos de música, folk y black metal, con leyendas históricas y mitológicas. La influencia del black metal sin embargo ha ido desapareciendo en sus últimos trabajos, y gran parte de sus fanes sólo consideran como black metal su primer disco, Tuatha Na Gael (1995). Sin embargo, los elementos del black metal permanecen en muchas canciones de la banda, como la que da nombre a sus álbumes Folk-Lore del año 2002, Pagan, del año 2004, y varias canciones del disco The Morrigan's Call, del año 2006. A pesar de todo, como se ha mencionado anteriormente, la influencia del Black Metal se ha ido diluyendo a lo largo de la discografía, incluyendo una limpia voz femenina, con la incorporación de la vocalista Karen Gilligan.
El nombre de "Cruachan" —que debería pronunciarse como "crua-jan"— hace referencia a un héroe mitológico de la antigua Irlanda pagana.

## Temática
Muchas de las letras de las canciones de Cruachan hablan del reino de Connacht, así como de Cattle Raid of Cooley, una historia de la mitología irlandesa. También contienen referencias de la Era Vikinga, las invasiones vikingas de Irlanda, y la derrota de los vikingos en Dublín en la batalla de Clontarf, por parte Brian Boru. Otras canciones están basadas en aspectos variados de la obra de Tolkien, como por ejemplo The Fall Of Gondolin , del primer disco citado anteriormente, o Sauron del EP Ride On (2001).

## Biografía
Keith Fay formó una banda de black metal inspirada en Tolkien de nombre Minas Tirith en 1991. Por esa época, comenzó a escuchar más música folk y tomó el disco debut de Skyclad, The Wayward Sons of Mother Earth. Originalmente lanzado en 1990, este "ambicioso" y "revolucionario" álbum impactó a Fay y se dedicó a combinar black metal y música folk irlandesa. En 1992, Keith Fay formó Cruachan con un demo distribuido en 1993. Keith Fay da créditos también a la banda de rock irlandés Horslips como "una gran influencia de Cruachan" además de "lo que estaban haciendo en los 70s es lo que estamos haciendo ahora".
El año 1995 vio la salida del álbum debut de Cruachan, Tuatha Na Gael, un álbum que "sufrió de pobre producción.". Por los puntos fuertes de este álbum, la banda recibió la atención de Century Media Records. La banda estaba entusiasmada de captar la atención de un sello tan grande pero desilusionados por los términos y condiciones que les ofrecieron para grabar con ellos. Se negaron a firmar un contrato "muy pobre" que le hubiera dado a la productora "los derechos de cambiar todos los aspectos de nuestra música". Luego de "largas negociaciones que fallaron en asegurar un contrato con Century Media Records", la banda se disolvió en 1997.
Cruachan se reconstituyó en enero de 1999 y luego de firmar un contrato con Hammerheart Records, lanzaron un segundo álbum The Middle Kingdom en 2000. A esta altura, la banda abandonó su estilo black metal en favor de un sonido metal más tradicional. También expandieron su formación invitando a la vocalista Karen Gillian a ser un miembro permanente del grupo. Su siguiente álbum Folk-Lore fue coproducido por Shane McGowan de The Progues. McGowan también contribuyó con voces en dos covers de canciones tradicionales irlandesas, "Spancill Hill" y "Ride On". El último fue lanzado como single (sencillo) y la banda experimentó el pequeño gusto del éxito comercial cuando entró en los rankings irlandeses.
La banda lazó su cuarto álbum de estudio Pagan en 2004 con arte de tapa de John Howe. La producción del álbum fue criticada por el frontman Keith Fay como "terrible. En 2005, la banda se separa de su sello Karmageddon Media "en buenos términos". Para el quinto álbum, Cruachan regresó a los Estudios Sun donde grabaron sus primeros 3 álbumes. El resultado fue The Morrigan`s Call, un esfuerzo que Keith Fay describió como su "mejor trabajo hasta la fecha, en todo aspecto". El álbum fue lanzado en noviembre de 2006 a través de AFM Records. El baterista Joe Farrel dejó la banda poco tiempo después debido a "razones personales" y fue remplazado por Colin Purcell.
Más cambios en la alineación se dieron en diciembre de 2008, la vocalista Karen Gillian dejó la banda "en buenos términos por razones variadas". Keith Fay anunció que él iba a "dedicarse full-time a las labores vocales con John Ryan y John O`Fathaigh como segundas voces".

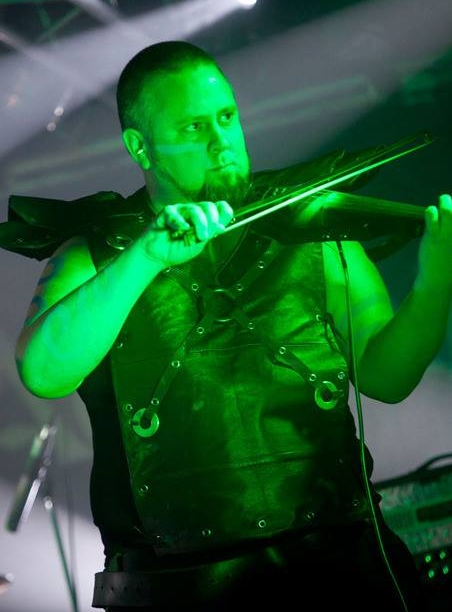
John Ryan, en un concierto Santiago de Chile, 2011.

Un demo grabado en 2010 fue el regreso de Cruachan a una influencia mucho más black metal. Este demo fue enviado a sellos específicos y Candlelight Records UK los contrató en junio de 2010. su siguiente álbum fue lanzado en 2011, Blood on the Black Robe. El 20 de febrero de 2011, Keith Fay fue brutalmente asaltado por 15 hombres luego de salir de un club nocturno en Dublín. Fay sobrevivió al ataque con una costilla rota, apuñalado y múltiples golpes.
En 2012 se suma a la formación el Argentino oriundo de La Plata, Mauro Frison, en la batería.

## Miembros
- Keith Fay - guitarra, teclados, voz, bodhrán, mandolina, percusión
- Eric Fletcher - bajo
- John Ryan - tin whistle, violín, banjo, buzuki, teclados
- John (O'Fathaigh) Kay - tin whistle
- Mauro Frison - batería, percusión
- Kieran Ball - guitarra

### Miembros anteriores
- Karen Gilligan - voz, percusión (1999 — 2008)
- Joe Farrel - batería (1999 - 2009)
- John Clohessy - Bajo (1992 - 2009)
- Colin Purcell
- Jay Brennan
- Collette Uí Fathaigh
- Leon Bias
- Aisling Hanrahan
- John Ó Fathaigh
- Joanne Hennessy
- Steven Anderson
- Jay O' Neill
- Steven Coleman
- Declan Cassidy
- Paul Kearns
- Edward Gilbert

## Discografía

### Álbumes de estudio
- Tuatha Na Gael (1995, reeditado en 2001)
- The Middle Kingdom (2000)
- Folk-Lore (2002)
- Pagan (2004)
- The Morrigan's Call (2006)
- Blood On The Black Robe (2011)
- Blood for the Blood God (2014)
- Nine Years Of Blood (2018)

```
    The Living and the Dead (2023)
```

### Recopilaciones
- A Celtic Trilogy (2002)
- A Celtic Legacy (2007)

### Sencillos
- «Ride On» (2001)
- «The Very Wild Rover» (2006)